# Повали (Люблінське воєводство)
Повали (пол. Powały) — село в Польщі, у гміні Воля-Мисловська Луківського повіту Люблінського воєводства.
Населення — 154 особи (2011).
У 1975-1998 роках село належало до Седлецького воєводства.

## Демографія
Демографічна структура станом на 31 березня 2011 року:
|          | Загалом | Допрацездатний вік | Працездатний вік | Постпрацездатний вік |
| -------- | ------- | ------------------ | ---------------- | -------------------- |
| Чоловіки | 79      | 15                 | 51               | 13                   |
| Жінки    | 75      | 16                 | 38               | 21                   |
| Разом    | 154     | 31                 | 89               | 34                   |